# Gallirallus dieffenbachii
Gallirallus dieffenbachii là một loài chim trong họ Rallidae.

## Hình ảnh

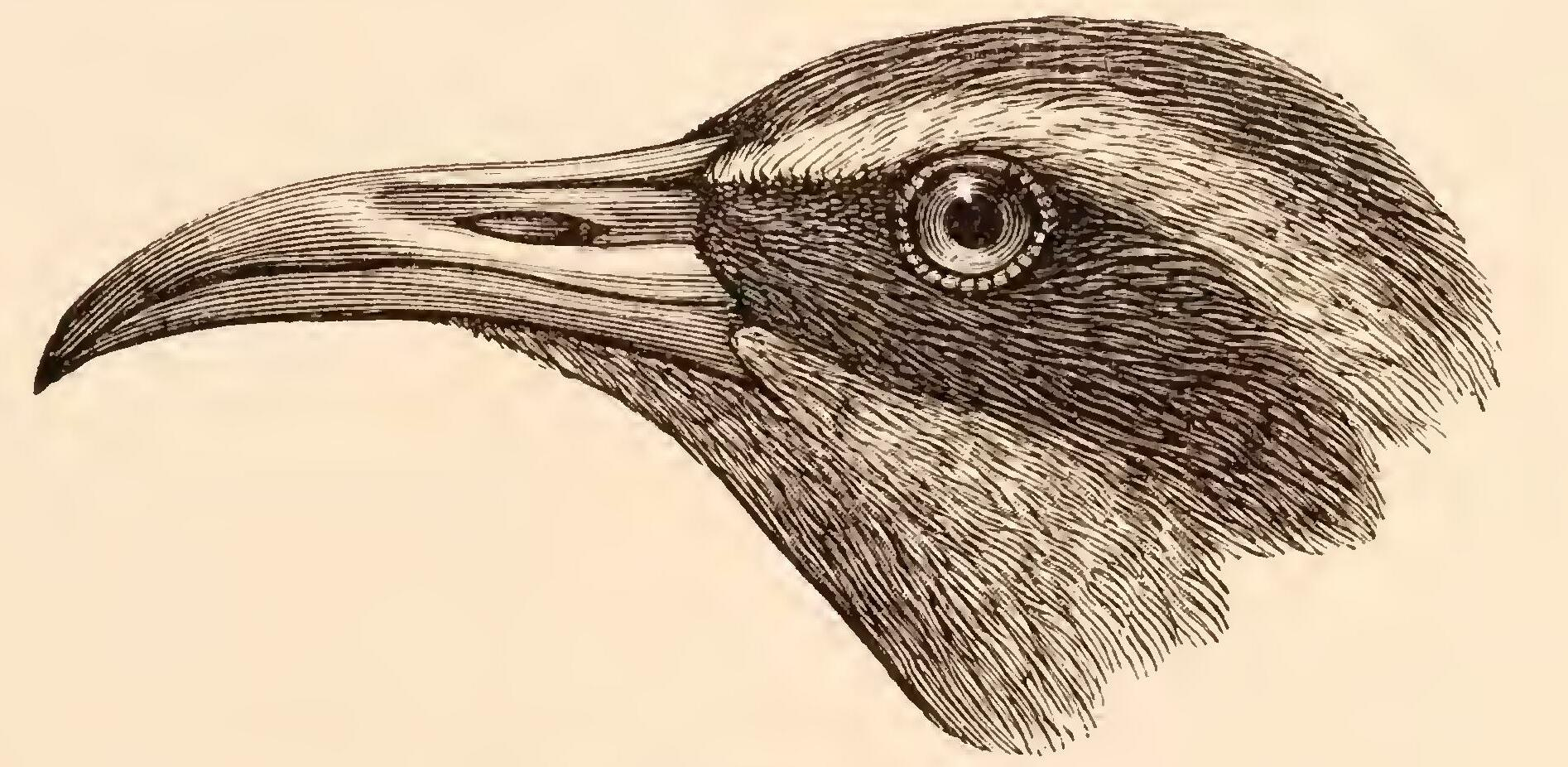
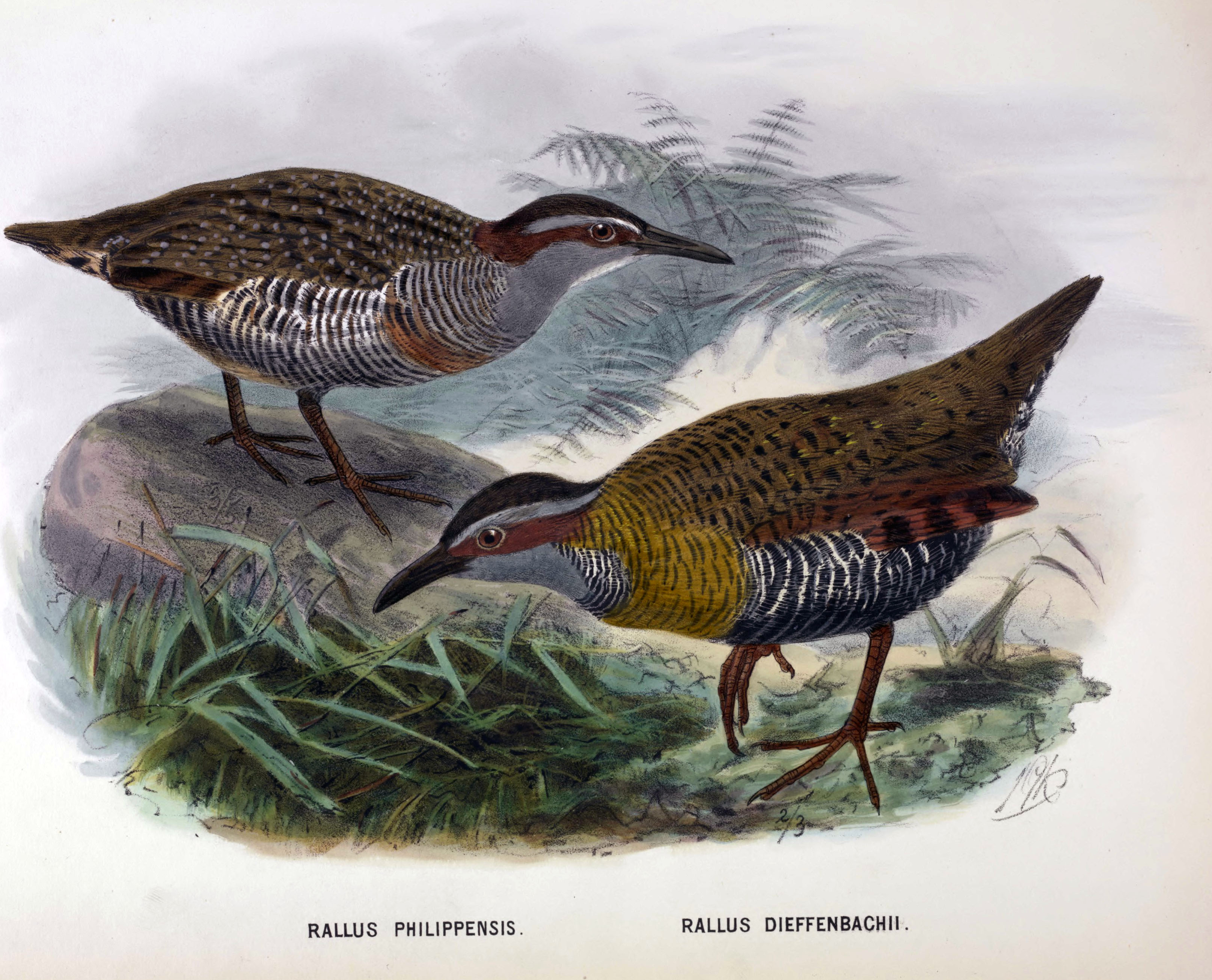